# Gmunden
Gmunden là một đô thị ở bang Oberösterreich, nước Áo. Đô thị này có diện tích 63,49 km², dân số thời điểm ngày 31 tháng 12 năm 2005 là 13.336 người. Đô thị này thuộc quận Gmunden. Đây là một khu vực nghỉ mát mùa Hè. Đây cũng là một trung tâm ngành muối quan trọng ở Salzkammergut. 
Khu vực này có độ cao trung bình 425 mét, nằm gần hồ Traun trên sông Traun và bao quanh bởi núi cao (như Traunstein (5446 ft.), the Erlakogel (5150 ft.), Wilder Kogel (6860 ft.) and the Höllengebirge.

## Địa lý
Gmunden có diện tích 63,49 kilômét vuông (24,51 dặm vuông Anh) và có độ cao trung bình 425 mét (1.394 ft). Thị trấn nằm cạnh hồ Traunsee trên sông Traun và được bao quanh bởi các dãy núi cao, bao gồm Traunstein (5,446 foot (1,660 m)), Erlakogel (5,150 foot (1,570 m)), Wilder Kogel (6,860 foot (2,091 m)) và Höllengebirge.
Đô thị Gmunden được chia thành năm khu: Gmunden, Gmunden-Ort, Schlagen, Traundorf và Unterm Stein.

### Các đô thị giáp ranh
|            | Ohlsdorf | Gschwandt    |  |
| Pinsdorf   |          | Sankt Konrad |  |
| Altmünster | Ebensee  |              |  |

## Dân số
Tính đến năm 2001, Gmunden có dân số 13.336 người; khoảng 88,4% là người Áo theo quốc tịch, 1,5% đến từ các quốc gia khác thuộc Liên minh châu Âu, và 10,2% là người nước ngoài khác. Các nhóm thiểu số ngoài EU lớn nhất là từ Bosna và Hercegovina (3,6%) và Nam Tư cũ (tức Serbia, Montenegro, Kosovo ngày nay; 2,7%), tiếp theo là người Thổ Nhĩ Kỳ (1,2%) và người Đức (1,1%).
Đa số (69,3%) là Công giáo Rôma. Người Luther chiếm nhóm thiểu số lớn nhất với 7,3%, tiếp theo là 5,9% Hồi giáo và 3,3% Chính thống giáo Đông phương. Khoảng 10,3% là vô thần.

## Lịch sử
Vào khoảng năm 1000 TCN, người Illyri đã khai thác muối ở đây. Một khu định cư đã tồn tại từ thế kỷ thứ 5 SCN. Đến năm 1186, Gmunden đã là một nơi kiên cố được bao quanh bởi tường thành, mặc dù đến khoảng năm 1300 mới có nhà thờ. Năm 1278, Gmunden chính thức trở thành thị trấn. Vào ngày 14 tháng 11 năm 1626, một đạo quân nông dân nổi dậy đã bị Pappenheim, tướng lĩnh được Maximilian I ra lệnh đàn áp Cuộc khởi nghĩa nông dân tại Thượng Áo, đánh bại hoàn toàn ở Gmunden.  
Những người nông dân nổi dậy tử trận được chôn cất tại Pinsdorf gần đó, nơi hiện vẫn còn một đài tưởng niệm kiểu obelisk mang tên Bauernhügel để tưởng nhớ họ.
Gmunden đã cung cấp tàu hải quân cho Áo trong thế kỷ 17 và hỗ trợ điều trị binh lính bị thương trong các bệnh viện thời Chiến tranh thế giới thứ nhất. Trong Chiến tranh thế giới thứ hai, một nhà hộ sinh của SS được đặt tại đây nhằm "đảm bảo sự thuần khiết chủng tộc" theo học thuyết chủng tộc của chủ nghĩa Quốc xã.
Trong những năm sau đó, nơi này thường được lui tới như một khu nghỉ dưỡng sức khỏe và nghỉ hè, với nhiều loại hình tắm khoáng, tắm nước muối, tắm thảo mộc, tắm nón thông, cơ sở trị liệu thủy sinh, phòng hít, trị liệu bằng sữa, v.v. Đây cũng là một trung tâm quan trọng của ngành công nghiệp muối ở vùng Salzkammergut.

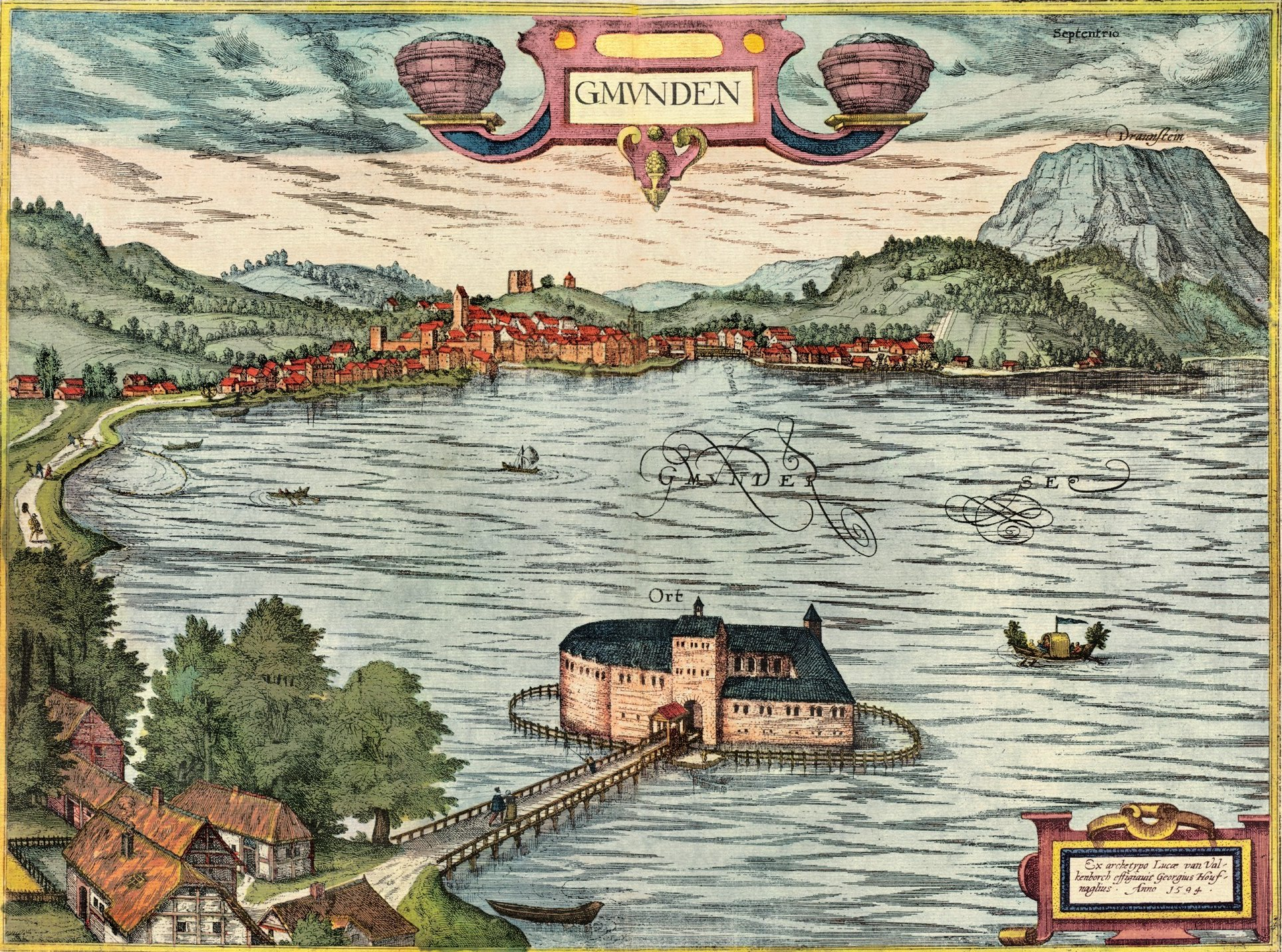
Gmunden vào thế kỷ 16

## Chính trị
Hội đồng địa phương gồm 37 thành viên. Trong cuộc bầu cử thành phố năm 2021, các ghế được phân chia như sau:
- ÖVP: 16 ghế
- Die Grünen: 7 ghế
- SPÖ: 5 ghế
- FPÖ: 5 ghế
- NEOS: 4 ghế[5]

Các thị trưởng:
- 1946–1955: Fritz Eiblhuber
- 1955–1956: Alfred Klimesch
- 1956–1973: Karl Piringer
- 1973–1979: Karl Sandmeier (1917–2000)
- 1979–1997: Erwin Herrmann
- 1997–2014: Heinz Köppl
- 2014–nay: Stefan Krapf (ÖVP)[6]

## Danh thắng

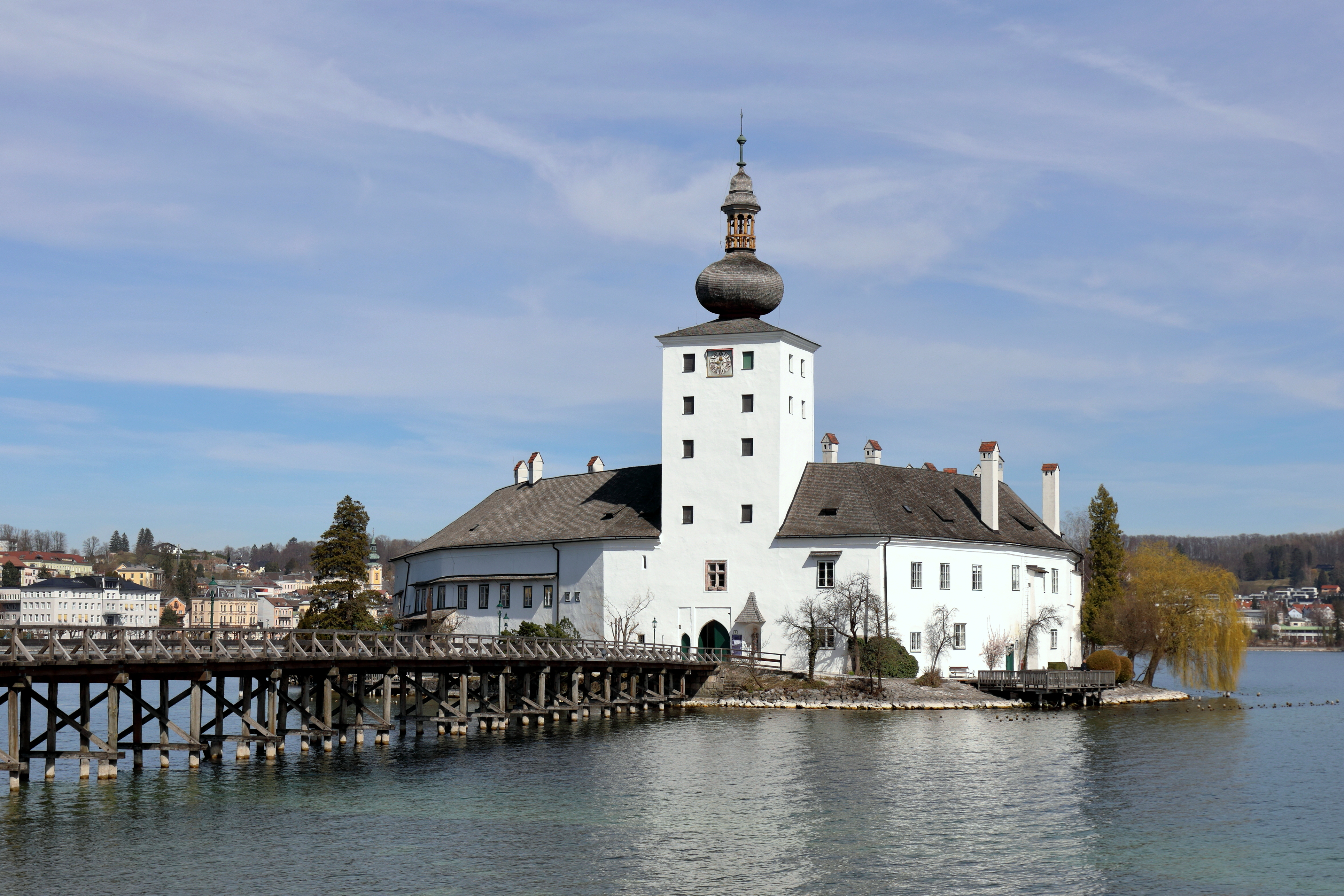
Schloss Ort

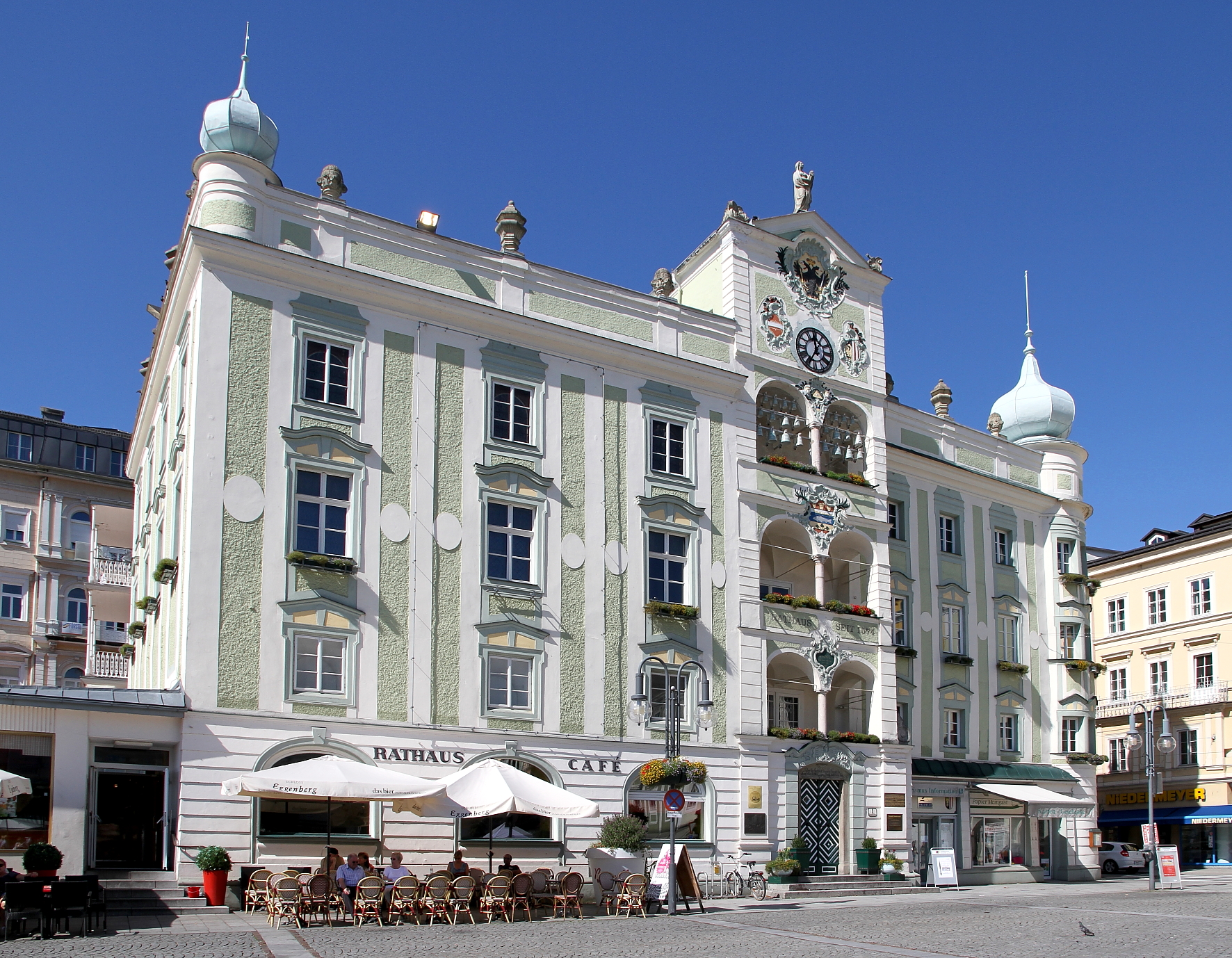
Tòa thị chính Gmunden

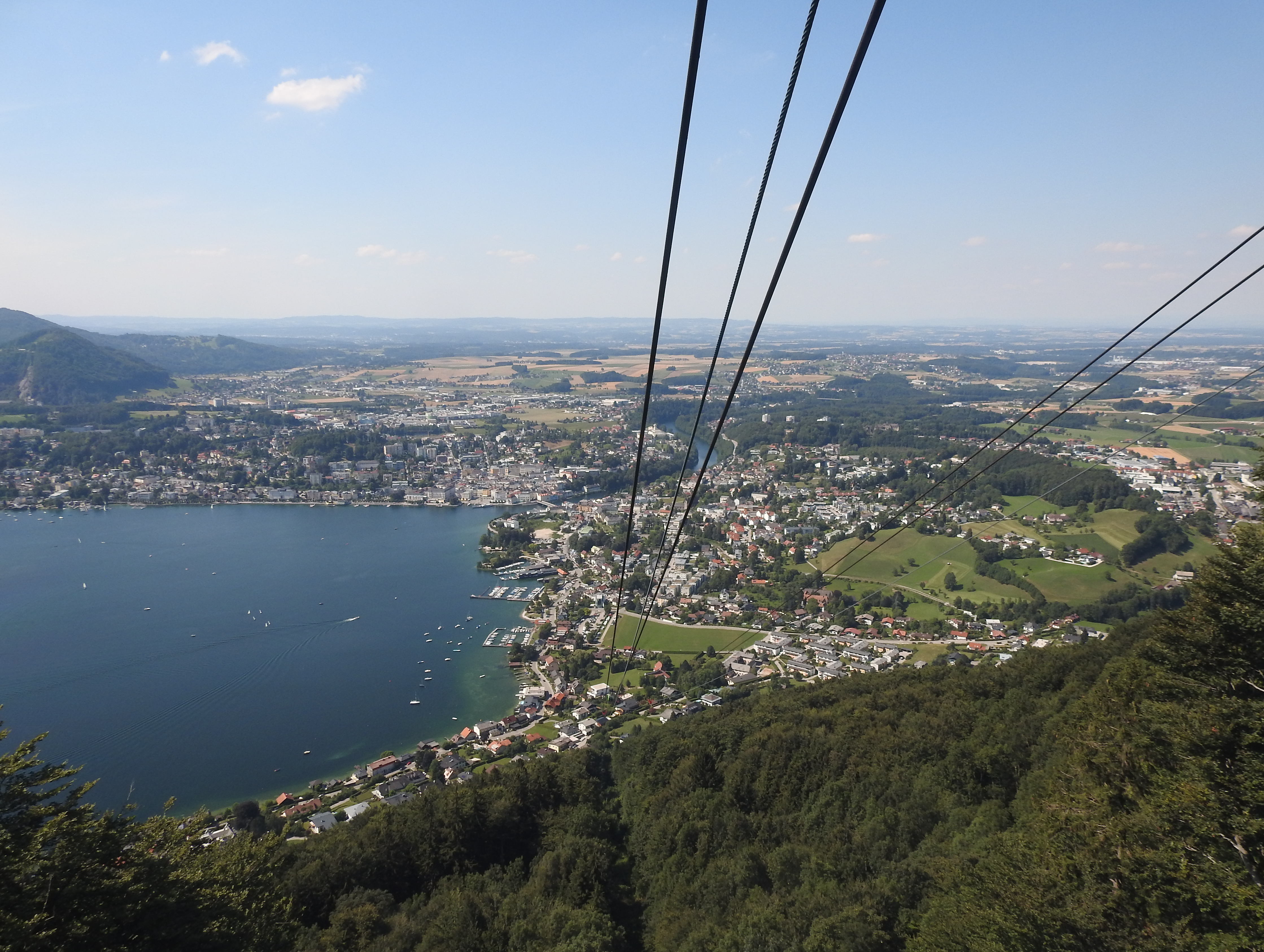
Quang cảnh Gmunden

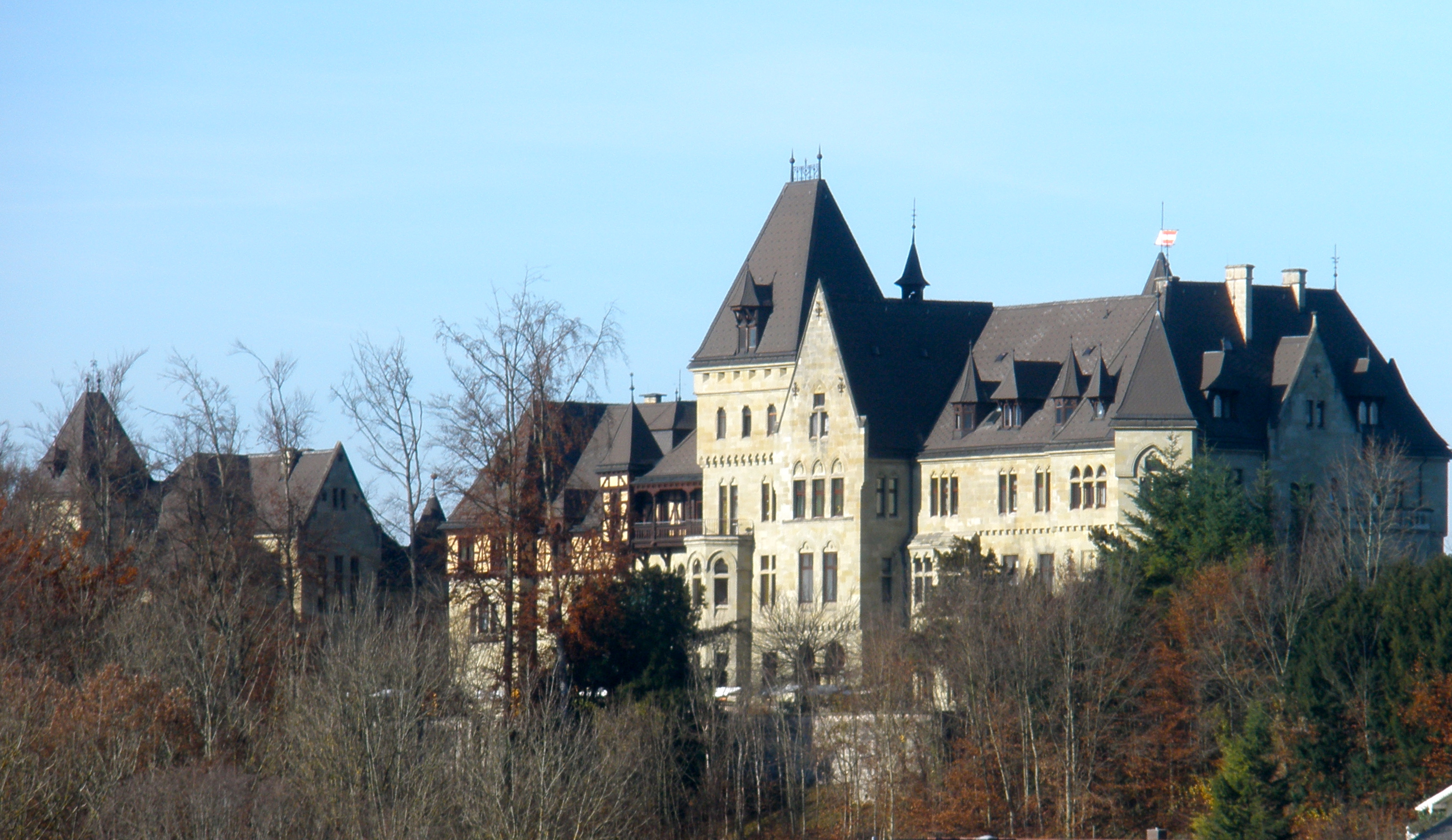
Lâu đài Cumberland, được xây dựng năm 1882 làm nơi lưu đày của Ernest Augustus, Thái tử Hannover, Công tước xứ Cumberland và Teviotdale

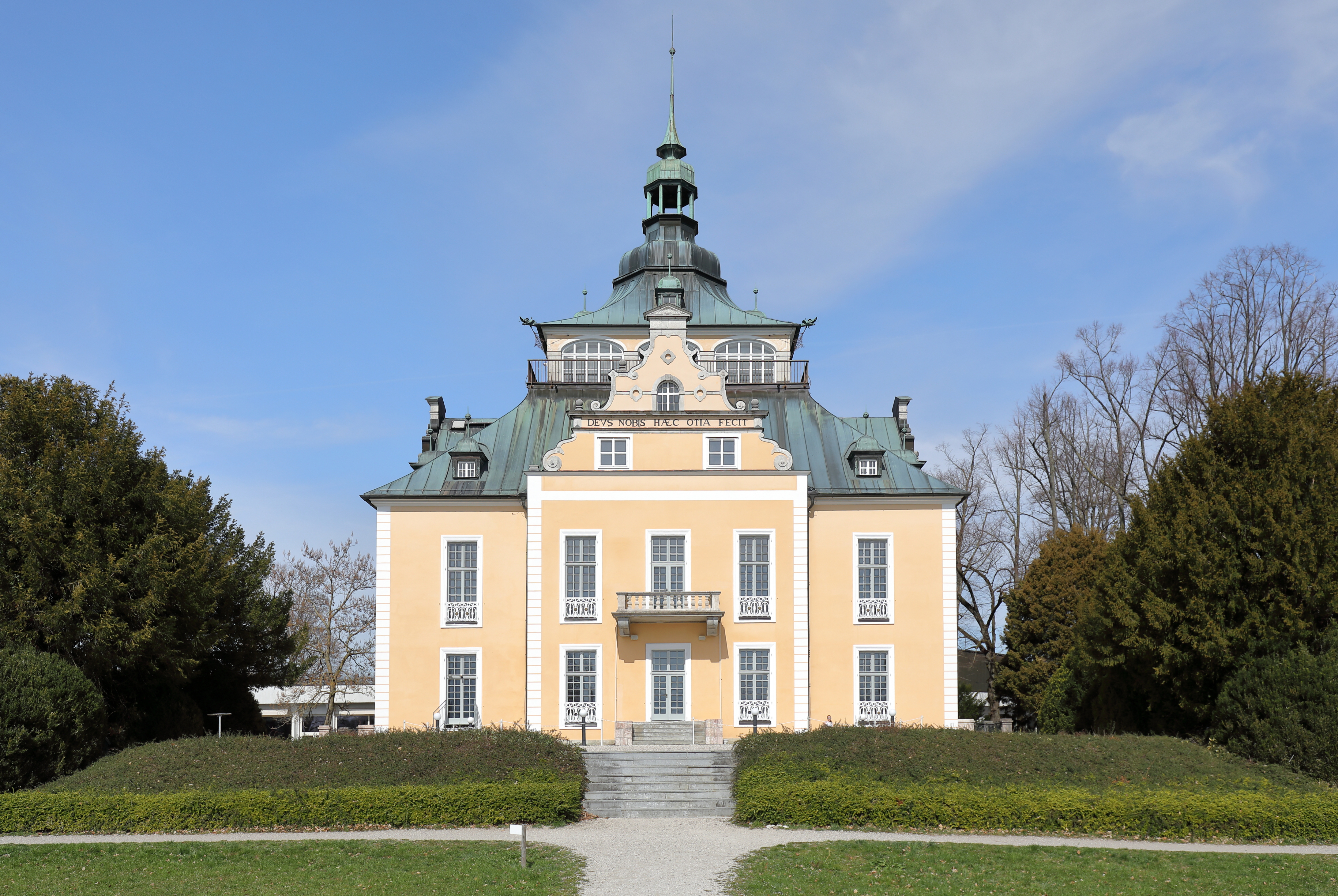
Villa Toscana, 1870–1912, nơi lưu đày của Maria Antonia, Đại Công tước phu nhân xứ Toscana, và gia đình bà

Xung quanh Gmunden có rất nhiều điểm tham quan và danh lam thắng cảnh, đáng chú ý là thác Traun, cách thị trấn khoảng 10 dặm (16 km) về phía bắc, lâu đài Schloss Ort, và một nhà máy gốm sứ sản xuất đồ gốm mang thương hiệu Gmundner Keramik. Tòa thị chính cũng là một điểm du lịch nổi tiếng.

## Giáo dục
Ở Gmunden có bốn trường mẫu giáo, bốn trường tiểu học và ba Hauptschule. Ba trường trung học phổ thông là BG/BRG Gmunden, BRG Schloss Traunsee và Gymnasium Ort.

## Người nổi bật
- Johannes von Gmunden (khoảng 1380/84 – 1442), nhà thiên văn, toán học và nhân văn.
- Karl Scherffer (1716–1783), tu sĩ Dòng Tên người Áo, nhà toán học và khoa học tự nhiên.
- Caspar Erasmus Duftschmid (1767–1821), nhà tự nhiên học và bác sĩ người Áo.
- Matthias von Schönerer (1807–1881), kỹ sư, người tiên phong đường sắt, từng làm việc tại địa phương.
- Friedrich Theodor Vischer (1807–1887), tiểu thuyết gia, nhà thơ và nhà viết kịch, mất tại đây.[7]
- Carl Rahl (1812–1865), họa sĩ người Áo, từng sống tại đây.
- John Haswell (1812–1897), kỹ sư Scotland, nhà thiết kế đầu máy xe lửa, từng làm việc tại đây.
- Bá tước Richard Belcredi (1823–1902), chính khách, Thủ tướng Áo từ 1865 đến 1867, mất tại đây.
- Christian Griepenkerl (1839–1916), họa sĩ và giáo sư người Đức, từng sống tại đây.
- Horaz Krasnopolski, (Wiki tiếng Đức) (1842–1908), luật sư, mất tại đây.
- William Heaton-Armstrong (1853–1917), chính trị gia Đảng Tự do Anh và nhà ngân hàng.
- Ludwig Bemelmans (1898–1962), nhà văn Áo-Mỹ, lớn lên tại địa phương.
- Walter Reder (1915–1991), chỉ huy SS, tội phạm chiến tranh, chôn cất tại Gmunden.
- Alfred Hilbe (1928–2011), Thủ tướng Liechtenstein, 1970–1974.
- Thomas Bernhard (1931–1989), tiểu thuyết gia, nhà viết kịch và nhà thơ người Áo.
- Szörényi Levente, (Wiki tiếng Hungary) (sinh 1945), ca sĩ chính của ban nhạc rock Hungary Illés.
- Helmut Trawöger (sinh 1948), nhạc trưởng, nghệ sĩ sáo.
- Heinrich Schiff (1951–2016), nghệ sĩ cello, nhạc trưởng.
- Christoph Ransmayr (sinh 1954), nhà văn Áo, lớn lên tại địa phương.
- Andreas Berger (sinh 1961), cựu vận động viên điền kinh Áo.
- Gabi Burgstaller (sinh 1963), chính trị gia Áo (SPÖ), cựu Thống đốc Salzburg, từng học trung học tại địa phương.
- Jory Vinikour (sinh 1963), nghệ sĩ đàn clavecin người Mỹ, từng giảng dạy gần đây.
- Conchita Wurst (sinh 1988), drag queen, quán quân Cuộc thi Eurovision 2014.

### Quý tộc
- Công chúa Maria Antonia của Hai Sicilies (1814–1898), Đại Công tước phu nhân xứ Toscana từ 1833 đến 1859, mất tại đây.
- Marie của Saxe-Altenburg (1818–1907), Nữ hoàng Hannover, 1851 đến 1866, mất trong cảnh lưu đày tại đây.
- George V của Hannover (1819–1878), năm 1868 đã mua một biệt thự mùa hè tại địa phương để làm nơi lưu đày.[8]
- Ernest Augustus, Thái tử Hannover (1845–1923), sống lưu đày và mất tại đây.
- Công chúa Frederica của Hannover (1848–1926), thành viên Nhà Hannover, từng sống tại đây.
- Công chúa Marie của Hannover (1849–1904), con gái Vua George V của Hannover, từng sống và mất tại đây.
- Công chúa Thyra của Đan Mạch (1853–1933), con gái Christian IX của Đan Mạch, từng sống và mất tại đây.
- Đại Công nữ Margarete Sophie của Áo (1870–1902), thành viên Nhà Habsburg, mất tại đây.
- Công chúa Marie Louise của Hannover (1879–1948), con gái Ernest Augustus, Thái tử Hannover.
- Frederick Francis IV (1882–1945), Đại Công tước cuối cùng của Mecklenburg, kết hôn tại đây.
- Công chúa Alexandra của Hannover (1882–1963), vương phi cuối cùng của Mecklenburg-Schwerin, sinh ra và kết hôn tại đây.
- Ludwig Rudolph von Hannover, (1955–1988), thành viên Nhà Hannover, mất tại đây.